# Felipe Camozzato
Felipe Zortéa Camozzato (Nova Bassano, 9 de janeiro de 1988) é um político brasileiro filiado ao Partido Novo (NOVO).

## Biografia
Natural de Nova Bassano, na serra gaúcha, é filho de Névia e Cláudio, irmão mais velho de Fabrício, marido de Theodora e pai de Catarina. É formado em Administração e especialista em Finanças pela Universidade Federal do Rio Grande do Sul (UFRGS), com pós-graduação em Liderança Competitiva Global pela Universidade de Georgetown.

## Carreira política

### Início
Camozzato é um dos fundadores do Partido Novo no Rio Grande do Sul e em 2013 e liderou manifestações pelo impeachment de Dilma Rousseff.

### Vereador
Felipe foi eleito vereador em Porto Alegre pela primeira vez em 2016, com 10.488 votos, sendo o 5º vereador mais votado de Porto Alegre. Concorreu novamente a vereador em 2020, e se elegeu com 14.279 votos, como o 3º mais votado.

### Deputado Estadual
Nas eleições estaduais de 2022 foi eleito deputado estadual pelo NOVO, a uma cadeira na Assembleia Legislativa do Rio Grande do Sul para a 56ª legislatura com 39.517 votos.

### Candidatura à prefeitura de Porto Alegre
Camozzato foi candidato a prefeito na eleição municipal de Porto Alegre em 2024. Como seu partido não atingiu a cláusula de barreira imposta pela eleição de 2022, o candidato não teve direito à aparição no horário eleitoral gratuito no rádio e na televisão. Obteve um total de 26.603 votos, ficando em 4º lugar.
No segundo turno, declarou apoio ao atual prefeito candidato à reeleição Sebastião Melo, do MDB.

## Desempenho eleitoral
| Ano  | Eleição                       | Partido | Candidato a       | Votos  | %            | Resultado  | Ref.   |
| ---- | ----------------------------- | ------- | ----------------- | ------ | ------------ | ---------- | ------ |
| 2016 | Municipal de Porto Alegre     | NOVO    | Vereador          | 10.488 | 1,52 / 100,0 | Eleito     | [ 3 ]  |
| 2020 | Municipal de Porto Alegre     | NOVO    | Vereador          | 14.279 | 2,25 / 100,0 | Eleito     | [ 10 ] |
| 2022 | Estadual no Rio Grande do Sul | NOVO    | Deputado estadual | 39.517 | 0,64 / 100,0 | Eleito     | [ 11 ] |
| 2024 | Municipal de Porto Alegre     | NOVO    | Prefeito          | 26.603 | 3,83 / 100,0 | Não eleito | [ 12 ] |